# Балка Большой Кастель
Ба́лка Большо́й Касте́ль (укр. Балка Великий Кастель, крымскотат. Büyük Qastel yılğası, Буюк Къастель йылгъасы) — заповедное урочище, расположенное на Тарханкутском полуострове, на территории Черноморского района (Крым). Создан 20 мая 1980 года. Площадь — 20 га. Землепользователь — Министерство экологии и природных ресурсов Республики Крым и государственное бюджетное учреждение Республики Крым национальный природный парк «Тарханкутский». Включает в себя прибрежный участок балки Большой Кастель и прилегающие к ней участки побережья Чёрного моря.

## История
Заповедное урочище местного значения создано решением исполнительного комитета Крымского областного Совета народных депутатов от 20.05.1980 № 353.
Является заповедным урочищем регионального значения, согласно распоряжению Совета министров Республики Крым от 05.02.2015 № 69-р «Об утверждении Перечня особо охраняемых природных территорий регионального значения Республики Крым».
Режим хозяйственного использования и зонирование территории заповедного урочища определяется приказом министерства экологии и природных ресурсов Республики Крым от 25.04.2016 № 720.

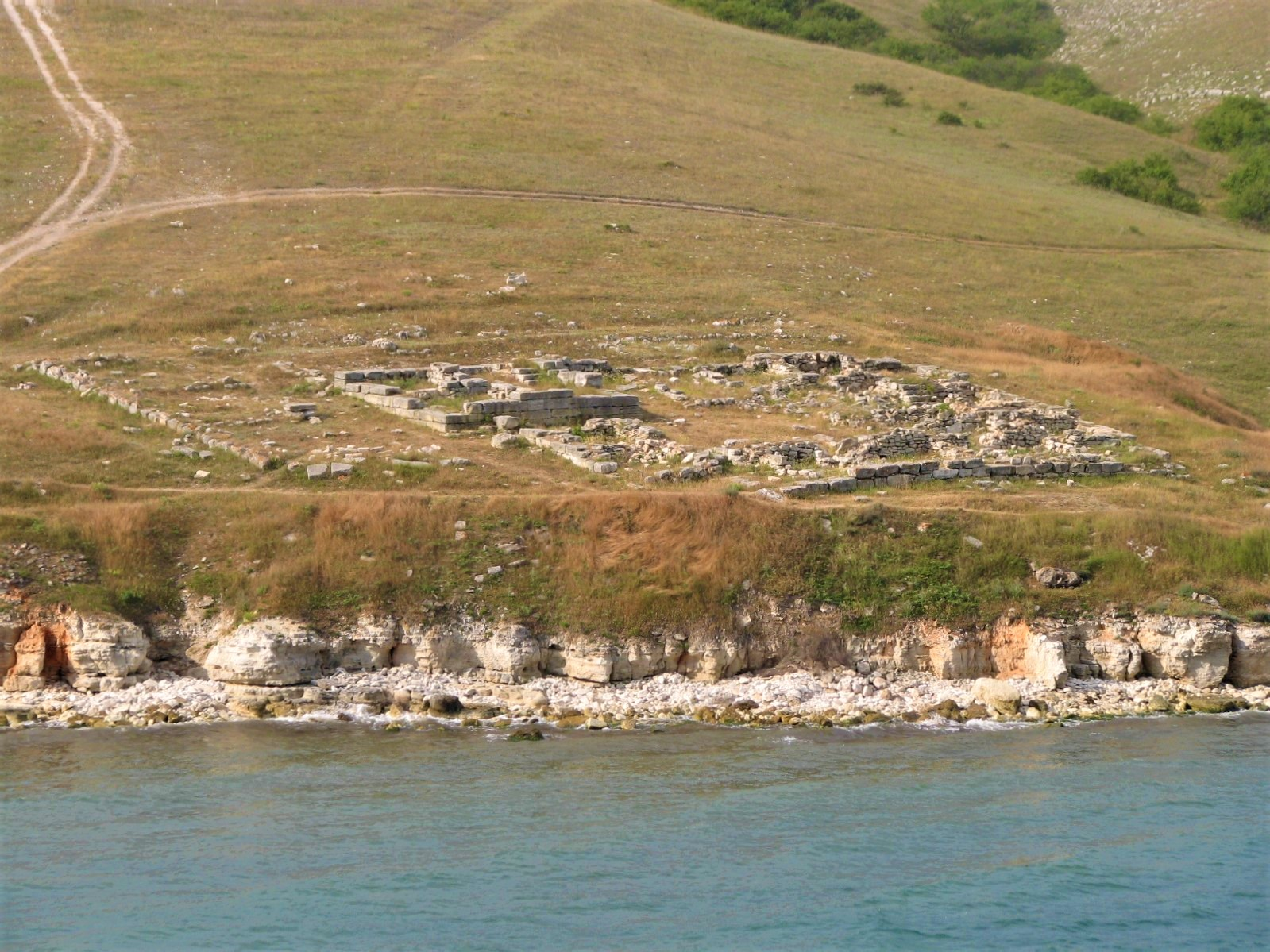
Развалины укреплённой античной усадьбы IV–II веков до н.э.

## Описание
Заказник создан с целью сохранения и возобновления обособленного целостного ландшафта. На территории заказника запрещается или ограничивается любая деятельность, если она противоречит целям его создания или причиняет вред природным комплексам и их компонентам. Цели природоохранного объекта: сохранение, восстановление и воспроизводство редких и находящихся под угрозой исчезновения объектов растительного и животного мира и среды их обитания; развитие познавательного туризма; экологическое просвещение; осуществление экологического мониторинга; организация и проведение научных исследований.
Заповедное урочище расположено на западном побережье Тарханкутского полуострова на территории Оленевского сельского поселения: занимает низовье балки Большой Костель, что севернее села Оленевка, и прилегающее побережье. Заповедное урочище расположено в границах природного парка Тарханкутский (Прекрасная гавань). На западном отроге балки расположены развалины древнегреческой усадьбы, раскопанные в 1986-87 годах экспедицией Ленинградского института археологии. Служит местом для кемпинга. Есть две скважины.
Ближайший населённый пункт — село Оленевка, город — Евпатория.

## Природа
Природа представлена зарослями реликтовых кустарников и ковыльных степей. В урочище находится колония диких кроликов.